# Верхнекардаильский
Верхнекардаильский — хутор в Новониколаевском районе Волгоградской области, административный центр Верхнекардаильского сельского поселения.
Население — 869 (2010).

## История
Дата основания не установлена. Хотя это самый первый хутор Новониколаевского района, основанный в качестве хутора при ремонте и разведение отгонным и полукочевым образом разных видов скота. Имел пару турлучных домов и хозяйственных построек (базов) имелось так же много верблюдов. Хутор входил в юрт станицы Михайловской Хопёрского округа Земли Войска Донского (с 1870 — Область Войска Донского). Предположительно основан в середине XIX века. Согласно Списку населённых мест Земли Войска Донского в 1859 года на хуторе Верхне-Кардаильском проживали: 61 мужчина и 24 женщины.
Согласно переписи населения 1897 года на хуторе Кардаильский проживали 166 мужчин и 161 женщина. Большинство населения было неграмотным: из них грамотных мужчин — 78, грамотных женщин — 35.
Согласно алфавитному списку населённых мест Области Войска Донского 1915 года земельный надел хутора составлял 1554 десятин, проживало 169 мужчин и 170 женщин, имелось хуторское правление, приходское училище. Хутор обслуживало Алексиковское почтовое отделение.
С 1928 года в составе Новониколаевского района Хопёрского округа (упразднён в 1930 году) Нижне-Волжского края (с 1934 года — Сталинградского края). С 1935 года — в составе Хопёрского района Сталинградского края (с 1936 года Сталинградской области, с 1954 по 1957 год район входил в состав Балашовской области.
В настоящее время проживает около 900 человек.

## География
Хутор находится в зоне луговой степи, в пределах Хопёрско-Бузулукской равнины, являющейся южным окончанием Окско-Донской низменности, на правом берегу реки Кардаил в безлесной местности. Вдоль реки находятся участки лугов перемежающихся со степью. Центр хутора расположен на высоте около 110 метров над уровнем моря. Со всех сторон хутор окружён полями. Почвы — чернозёмы обыкновенные и южные на лугах встречаются аллювиальные глеевые почвы слитые темноцветные и коричневые.
Географическое положение
По автомобильным дорогам расстояние до областного центра города Волгоград составляет 340 км, до районного центра посёлка Новониколаевский — 28 км. Ближайшая железнодорожная станция Алексиково расположена в районном центре.
Климат
Климат умеренный континентальный (согласно классификации климатов Кёппена — Dfb). Многолетняя норма осадков — 481 мм. В течение города количество выпадающих атмосферных осадков распределяется относительно равномерно: наибольшее количество осадков выпадает в мае и июне — 54 мм, наименьшее в марте — 26 мм. Среднегодовая температура положительная и составляет + 6,5 °С, средняя температура самого холодного месяца января −9,6 °С, самого жаркого месяца июля +21,4 °С.
Часовой пояс
Верхнекардаильский, как и вся Волгоградская область, находится в часовой зоне МСК (московское время). Смещение применяемого времени относительно UTC составляет +3:00.

## Население
Динамика численности населения по годам:
| 1859 | 1873 | 1897 | 1915 | 1987 |
| ---- | ---- | ---- | ---- | ---- |
| 85   | 193  | 327  | 339  | ≈950 |

| 2010 |
| ---- |
| 869  |

## Инфраструктура
Личное подсобное хозяйство.

## Транспорт
Через хутор проходит автодорога, связывающая рабочий посёлок Новониколаевский и село Купава.